# Benedum Hall
El Michael L. Benedum Hall of Engineering es un edificio académico emblemático en el campus de la Universidad de Pittsburgh en Pittsburgh, Pensilvania, Estados Unidos . El edificio fue diseñado en estilo brutalista por la firma de arquitectos Deeter, Ritchey y Sippel y se completó en 1971 a un costo de 15 millones de dólares (unos 94,7 millones en la actualidad). El edificio fue galardonado con el Premio de Honor del Instituto Americano de Arquitectos de la Sociedad de Pensilvania y el Premio al Edificio Distinguido. Fue construido con un obsequio de la Fundación Benedum Claude Worthington y fondos de la Autoridad General del Estado. Se encuentra en una 7300 m² sitio que anteriormente fue ocupado por Logan Armory de la Guardia Nacional.

## Descripción e historia
Tiene quince pisos (dos bajo tierra) y 38 900 m² de espacio. En su interior se encuentran la Swanson School of Engineering (con aulas, laboratorios, oficinas, salas de conferencias y seminarios), y la Biblioteca de Ingeniería George M. Bevier, que sirve no sólo a la escuela de ingeniería, sino también al Departamento de Física y Astronomía y Departamento de Geología y Ciencias Planetarias. El panel de la pared detrás del escritorio de circulación de la biblioteca presenta un mural tallado por Edward Catich . Benedum Hall también incluye un laboratorio de computación y un Einstein's Express .
En 2008 se lanzó un proyecto de renovación y expansión del Benedum Hall de 60 millones de dólares. Una nueva adición, 16 millones de dólares, 39 000 m² Estructura diseñada por LEED para el Centro Mascaro de Innovación Sostenible, ahora conecta lo que antes era el Auditorio de Ingeniería con el segundo y tercer piso de la torre principal a través de la plaza existente anterior. Originalmente, un edificio esencialmente separado solo conectado por los niveles del suelo, el sótano y el sub-sótano, el auditorio se reconfiguró desde su espacio original de 528 asientos en cinco aulas separadas. El Centro Mascaro se trasladó a su nuevo alojamiento en agosto de 2009 En 2012, la adición del Centro Mascaro a Benedum Hall ganó el Premio de Diseño del Instituto Internacional de Acero para Refuerzos de Concreto en la Categoría de Instalaciones Educativas. Además, la biblioteca, el laboratorio de computación y las oficinas del club se trasladaron a los niveles del suelo y el sótano, las oficinas administrativas se trasladaron al primer piso y se renovaron otros pisos de la torre. Una Fase II de 39,9 millones de dólares de renovaciones al subsótano, pisos 3, 6, 7 y 8, así como la creación de una nueva 740 m² entreplanta, fue aprobada en noviembre de 2010. Las renovaciones que crearon un piso de innovación energética en el piso ocho se completaron en 2013.
El expresidente, director de la CIA y embajador George H. W. Bush habló en el salón durante una reunión del 15 de marzo de 1979.

## Galería

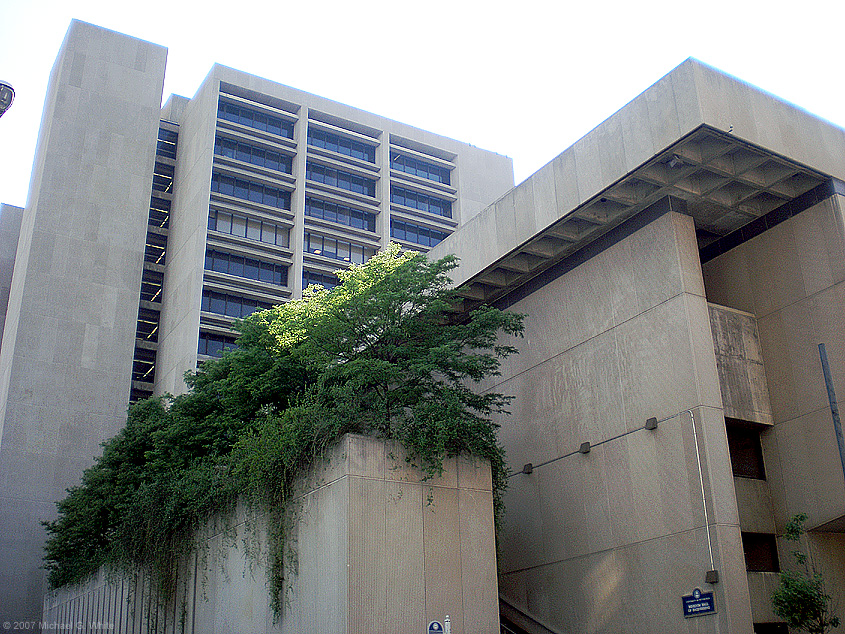
Benedum Hall y el Engineering Auditorium (en primer plano) de la Universidad de Pittsburgh
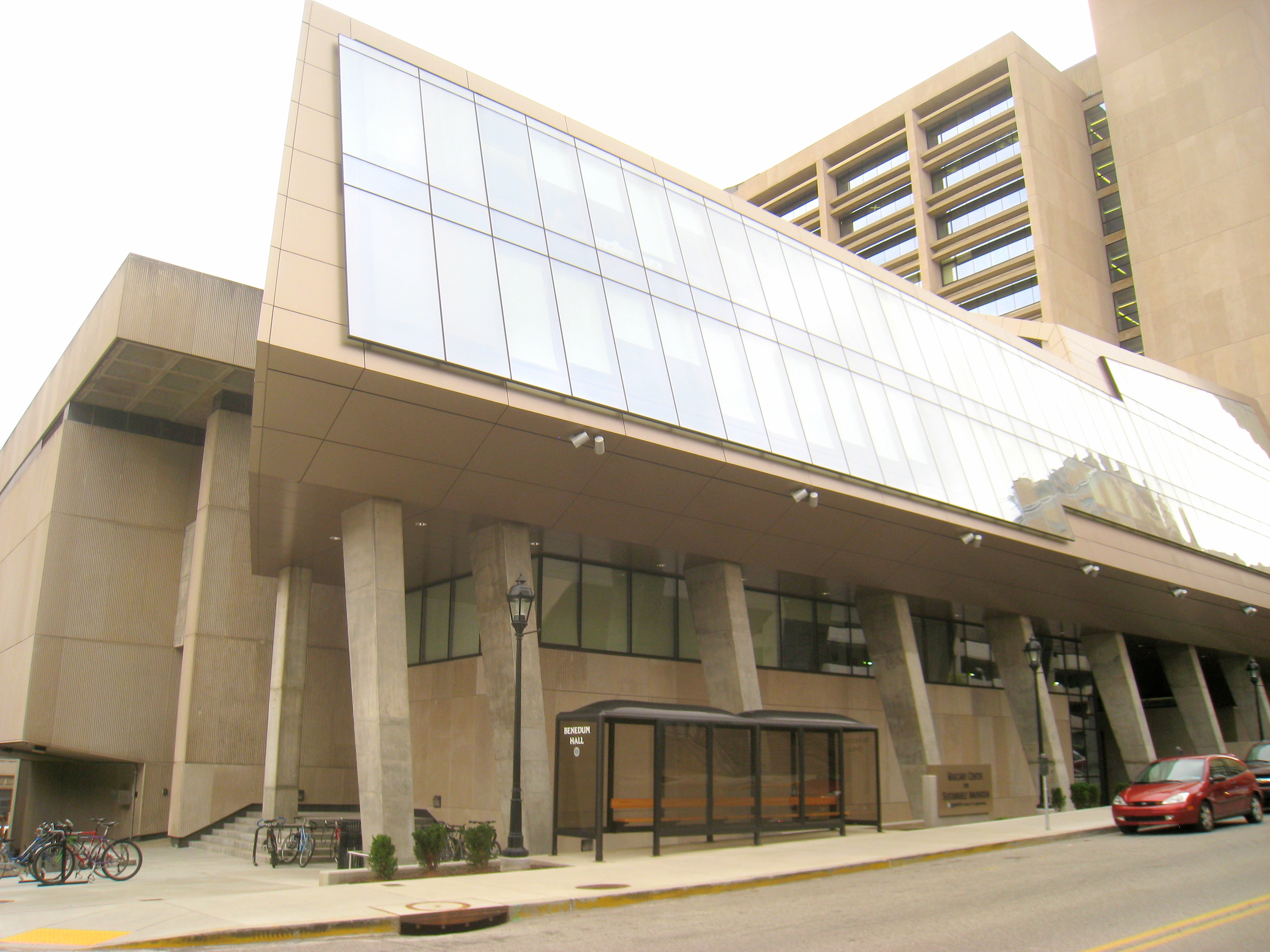
La incorporación del Centro Mascaro de Innovación Sostenible al Salón Benedum